# Tanjunglor
Tanjunglor is een bestuurslaag in het regentschap Pacitan van de provincie Oost-Java, Indonesië. Tanjunglor telt 1865 inwoners (volkstelling 2010).